# Bravo (groupe)
Pour les articles homonymes, voir Bravo.
Bravo est un groupe musical espagnol actif entre 1982 et 1986. Il était composé de Amaya Saizar, Luis Villar, Yolanda Hoyos et Esteban Santos.

## Histoire
Ils sont désignés pour représenter l'Espagne au concours Eurovision de la chanson 1984 avec le titre Lady, Lady et atteignent la 3e place avec 106 points. Grâce à ce titre ils seront numéro 1 du 16 au 24 juin 1984 sur la radio espagnole Los 40 et atteindront la 6e place des ventes de singles espagnols.

## Discographie
- Bravo
- Noche a Noche
- Bravo, todas su grabacione